# الزورث هوگلند
اِلزوُرث هوگلند (انگلیسی: Ellsworth Hoagland؛ ۱۵ اوت ۱۹۰۳ – ۴ سپتامبر ۱۹۷۲) تدوین‌گر اهل ایالات متحده آمریکا بود. وی در سال ۱۹۳۶ برندهٔ جایزه اسکار بهترین تدوین و در سال ۱۹۶۶ برندهٔ جوایز امی ساعات پربیننده بابت تدوین سریال تلویزیونی بونانزا شد.
از فیلم‌ها یا مجموعه‌های تلویزیونی که وی در آن‌ها نقش داشته‌است، می‌توان به بونانزا، داماد وارد می‌شود و دختر روستایی اشاره نمود.